# La Puntilla (ort i Argentina)
La Puntilla är en ort i Argentina.   Den ligger i provinsen Catamarca, i den nordvästra delen av landet, 1 100 km nordväst om huvudstaden Buenos Aires. La Puntilla ligger 1 169 meter över havet och antalet invånare är 279.
Terrängen runt La Puntilla är varierad. Närmaste större samhälle är Tinogasta, 8,4 km nordväst om La Puntilla.
Omgivningarna runt La Puntilla är i huvudsak ett öppet busklandskap. Trakten runt La Puntilla är nära nog obefolkad, med mindre än två invånare per kvadratkilometer.